# Allosuctobelba nova
Allosuctobelba nova är en kvalsterart som först beskrevs av Krivolustky 1971.  Allosuctobelba nova ingår i släktet Allosuctobelba och familjen Suctobelbidae. Inga underarter finns listade i Catalogue of Life.